# Maxomys baeodon
Maxomys baeodon is een knaagdier uit het geslacht Maxomys dat voorkomt in Sarawak en Sabah (Noord-Borneo). Er zijn maar weinig exemplaren bekend, hoewel er wel een synoniem is, brachynotus Cabrera, 1920. Het is een kleine rat met kleine, simpele tanden. De kop-romplengte bedraagt 126 tot 140 mm, de staartlengte 119 tot 133 mm, de achtervoetlengte 25 tot 28 mm en de oorlengte 17 tot 19 mm.
Maxomys alticola · Maxomys baeodon · Maxomys bartelsii · Maxomys dollmani · Maxomys hellwaldii · Maxomys hylomyoides · Maxomys inas · Maxomys inflatus · Maxomys moi · Maxomys musschenbroekii · Maxomys ochraceiventer · Maxomys pagensis · Maxomys panglima · Maxomys rajah · Maxomys surifer · Maxomys wattsi · Maxomys whiteheadi